# 金泽学院短期大学
金泽学院短期大学（日语：／ Kanazawa Gakuin Tanki Daigaku *）是一所位于日本石川县金泽市的私立短期大学。

## 概要

### 简介
- 学校最早可以追溯到1946年[1]。短期大学为于1950年开办[1]、由学校法人金泽学院经营。男女同校[2]从1998年[1]。

### 历史
- 1950年 金泽女子短期大学成立并同时设置两个学科即家政科、文学科[3]。
- 1968年 文学科分离为两个专攻即日文专攻和英文专攻、家政科分离为两个专攻即服饰专攻和食物专攻[3]。
- 1975年 信息处理学科成立[3]。
- 1979年 文学科两个专攻各自变更为即日语日文专攻和英语英文专攻。专科五专攻即食物专攻、日语日文专攻、英语英文专攻、服饰专攻、信息处理专攻成立[3]。
- 1989年 家政学科变更为生活文化学科、服饰专攻变更为生活文化专攻、食物专攻变更为食物营养专攻[3]。
- 1991年 专科五专攻即食物专攻、日语日文专攻、英语英文专攻、服饰专攻、信息处理专攻停办[3]。
- 1995年 信息处理学科招生最后、次年停止招生[3]。
- 1997年 信息处理学科停办[4]。今年4月文学科日语日文专攻和英语英文专攻各自招生最后[3]。次年各自合并为语言传播学科[注 6][3]。
- 1998年 改校名为金泽学院短期大学、为男女同校[1]。
- 2001年 今年5月29日文学科正式停办[4]。
- 2002年 生活文化学科生活文化专攻变更为生活设计专攻[注 7][3]。
- 2005年 生活文化学科生活设计专攻[注 7]改编为生活设计学科[注 8]、食物营养专攻改编为食物营养学科[4]。
- 2006年 专科食物营养专攻成立[2]。
- 2009年 生活设计学科[注 1]改编为生活设计总合学科[注 1][4]。

### 宪章
- 请参看金泽学院短期大学的标志 （页面存档备份，存于） （日語） 2014年1月26日阅览。

## 学校环境
- 校区：在石川县金泽市

## 历任校长
- 秋山稔：现在短期大学校长[1]

## 组织

### 学科
- 生活设计总合学科[注 1]
- 食物营养学科

### 前学科
- 文学科[注 2]
  - 日语日文专攻[注 2]
  - 英语英文专攻[注 2]
- 生活文化学科** 生活文化专攻[注 3]
  - 食物营养专攻[注 4]
- 信息处理学科[注 5]

### 专科
| - 食物营养专攻：前食物专攻 |

### 前专科
| - 日语日文专攻 - 英语英文专攻 - 服饰专攻 - 信息处理专攻 |

### 业余课程
| - 没有 |

## 相关链接
- 日本短期大学列表
- 金泽学院大学